# Severní Kosovo
Severní Kosovo (srbsky Северно Косово, Severno Kosovo, albánsky Kosova Veriore), také známé jako Ibarski Kolašin (srbskou cyrilicí Ибарски Колашин; albánsky Kollashini i Ibrit) je oblast v severní části Kosova, která se skládá ze čtyř opčin (albánsky: komunë, srbsky: општина/opština) se srbskou většinou: Severní Mitrovica, Leposavić, Zvečan a Zubin Potok.
Před podepsáním tzv. Bruselské dohody v roce 2013, region fungoval nezávisle na institucích v Kosovu, protože odmítl brát na vědomí a uznat nezávislost Kosova vyhlášenou v roce 2008. Vláda Kosova byla proti jakékoliv paralelní vládě pro Srby v tomto regionu.  Nicméně všechny paralelní struktury byly zrušeny Bruselskou dohodou, podepsanou vládami Kosova a Srbska. Obě vlády dohodly vytvoření Sdružení srbských obcí. Oficiální vznik sdružení se očekával v roce 2016. Podle dohody vytvoření nebude mít žádnou legislativní pravomoc a soudní orgány budou integrovány a provozovány v právním rámci Kosova. Politické tahanice o status Kosova mezi jeho vládou a Srbskem vedly k tomu, že kosovské orgány vytvoření Společenství nepovolily. Rozdíly však přetrvávají a severní Kosovo zůstává de facto pod srbskou vládou.